# Pita de Halmahera
La pita de Halmahera (Pitta maxima) és una espècie d'ocell de la família dels pítids (Pittidae).

## Hàbitat i distribució
Habita les zones boscoses de Halmahera i altres illes properes de les Moluques Septentrionals.

## Subespècies
S'han descrit dues subespècies:
- P. m. maxima Müller et Schlegel, 1845. De Halmahera i les illes Bacan i Obi.
- P. m. morotaiensis van Bemmel, 1939. De l'illa de Morotai.

Altres classificacions, com ara Handbook of the Birds of the World and BirdLife International Digital Checklist of the Birds of the World (versión 5, 2020) consideren que la població de l'illa de Morotai és una espècie diferent:
- Pita de Morotai[3] (Pitta morotaiensis)